# جاك أوكونور (لاعب كريكت)
جاك أوكونور (9 سبتمبر 1875 - 23 أغسطس 1941) (بالإنجليزية: Jack O'Connor)‏ هو لاعب كريكت أسترالي. شارك مع منتخب أستراليا الوطني للكريكت.

## وصلات خارجية
- جاك أوكونور على موقع إي آس بي آن كريك إنفو (الإنجليزية)